# 目黒区立第九中学校
目黒区立第九中学校（めぐろくりつだいくちゅうがっこう）は、東京都目黒区洗足にある区立中学校。

## 概要
1947年5月5日に現在の目黒区立原町小学校の場所に開校。全校生徒数は6学級149名で、区内では比較的規模の小さな中学校である。2021年9月、教育委員会により、合併政策が発表される。第九中学校と目黒区立第七中学校の合併。2023年12月には目黒区立目黒南中学校に校名が決定し、2027年4月から目黒区立第九中学校から目黒区立目黒南中学校になる。選名理由は
- 統合により広域化する新校の通学区域は、区の南部地区に位置し、その地域をよく表していて、区民にとってわかりやすい校名であること。
- 第七中学校と第九中学校の両方の地域に一定の理解を得られる校名であること。
- 統合新校推進協議会委員の投票において、最も多くの支持を得たこと。

詳細はこのリンクから。

## 沿革
- 1947年5月5日 - 目黒区立第九中学校が、目黒区立原町小学校内に開校する
- 1949年 - 現在地に校舎完成
- 1950年 - 校歌制定（橋本敏夫作詞、岡部仲平作曲）
- 1971年 - 鉄筋四階新校舎完成
- 1974年 - 鉄筋三階新校舎完成
- 1985年 - プール移転竣工
- 1997年 - テニスコート改修
- 2002年 - 普通教室に冷房設置
- 2021年 - 合併案が教育委員会から発表。
- 2023年 - 校名が「目黒区立南中学校」に決まる。

## 教育目標
人間尊重の精神を基調として
- 自主 - 主体的・対話的な深い学びをする生徒を育成する。
- 努力 - あきらめずに向上心をもって努力する生徒を育成する。
- 信頼 - 互いに違いを認め、感謝の心をもち、地域から信頼される生徒を育成する。

## 事件
2020年7月8日、目黒区立第九中学校の副校長が、学校付近の公道上でビラを配っていた「日本自治委員会」所属の高校生（当時20歳）にビラ配りをやめるよう追いかけまわし、注意した。この際、副校長が「高校生に携帯電話で殴られた」と主張して警察に通報したことで、高校生は常人逮捕され、約3週間警視庁碑文谷警察署に勾留された。のちにこの際の副校長の言動がYouTube上に公開され、物議を醸した。副校長は高校生に対しビラ配りを注意する際、以下のような言動を行った。
- 後退する高校生に対して身体的距離を詰め、高校生がソーシャルディスタンスを確保するよう求めると「恫喝された」「心が傷ついた」と発言[3][6]。
- 「いい加減にしろよゴルァ」「自分の姿、鏡で見てみろよなあ。まったく情けない」などと高校生を罵倒[3][7]。

被疑事実の真偽をめぐっては見解に食い違いがあり、警視庁碑文谷警察署が「高校生が副校長を携帯電話で殴打した」と主張している一方、日本自治委員会や後述する目黒区の市民団体は「副校長が高校生に意図的にぶつかり、『殴られた』と虚偽の通報を警察当局に行った」と主張している。
萩生田光一文部科学大臣は7月31日の記者会見において、「校外でビラを配ること自体は我が国では規制をされるものではない」「基本的に学校外で行われていることに学校の先生方が直接関与するというのは実際にはあり得ないんじゃないかな」と述べた。
また、著名人もこの件についてコメントしており、脳科学者の茂木健一郎は「生徒に、教育者がこんな扱いをするなんて、世も末。」、元2ちゃんねる管理人の西村博之は「動画撮られてるのに、こういうことする教育者ってどうなんすかね。」、小説家の平野啓一郎は「この副校長もとても教育者とは思えない。」、コラムニストの町山智浩は「ビラ撒いただけで警察に20日間勾留って、明らかに憲法違反です。」と述べた。
この件をめぐっては、目黒区の市民団体「めぐろ共育ひろば」が副校長について「表現の自由を侵害している」「目黒区立第九中学校の生徒の知る権利を妨害した」と批判し、東京都教育委員会に対し処分を求めている。しかし、2021年6月現在、副校長が都教委によって処分されたという発表はない。
2021年東京都議会議員選挙では、目黒区選挙区から立候補したジャーナリストの平松けんじ（無所属・25歳）が、選挙公報やポスターでこの事件について言及しており、目黒区立第九中学校を名指しした上で、副校長の免職と「生徒の表現の自由を守ること」を公約で訴えた。都道府県議会の候補者が、一つの学校で起こった個別具体的案件の解決を公約にするのは極めてまれなことである。

## 著名な卒業生
- 黒岩秩子（元参議院議員）
- 青木英二（目黒区長）
- 町田忍（自称「庶民文化研究家」）